# Синя економіка
«Синя Економіка: 10 років, 100 інновацій, 100 мільйонів робочих місць» — книга економіста Ґюнтера Паулі, члена Римського Клубу.
Наукове кредо Гюнтера Паулі: «У природі немає місця порожнім витратам!». Автор вважає, що завдяки економному використанню матеріальних ресурсів і налагодженню виробництва на основі врахування законів природи можна уникнути багатьох проблем, пов'язаних з деградацією і забрудненням довкілля.
Тип господарського мислення, що його пропонує Паулі, ставить у центр системи людину, тоді як класична економіка дедалі більше дегуманізується. До того ж «синя» економіка пропонує вельми прості й дешеві рішення в умовах обмежених ресурсів, не завдаючи шкоди довкіллю. Її мета — знайти інноваційні рішення, безпечні для довкілля і суспільства.